# Чумата
Чумата — річка в Україні, у Голованівському та Вільшанському районах Кіровоградської області, права притока Синюхи (басейн Південного Бугу).

## Опис
Довжина річки 16 км, похил річки — 5,6 м/км. Формується з багатьох безіменних струмків та водойм. Площа басейну 107 км².

## Розташування
Бере початок у Ємілівському лісництві на сході від селища Ємілівка. Тече переважно на північний схід і у селі Плосько-Забузьке впадає у річку Синюху, ліву притоку Південного Бугу. 
Населені пункти вздовж  берегової смуги: Цвіткове, Журавлинка, Завітне.